# Großsteingrab Skenkelsø
Das Großsteingrab Skenkelsø (früher Skjenkelsø) war eine megalithische Grabanlage der jungsteinzeitlichen Nordgruppe der Trichterbecherkultur im Kirchspiel Jørlunde in der dänischen Kommune Egedal. Es wurde im 19. Jahrhundert zerstört.

## Lage
Das Grab lag nördlich von Skenkelsø auf einem Feld. In der näheren Umgebung gibt bzw. gab es zahlreiche weitere megalithische Grabanlagen.

## Forschungsgeschichte
1854 wurden bei einer nicht wissenschaftlichen Grabung Funde aus dem Grab geborgen. Im Jahr 1890 führten Mitarbeiter des Dänischen Nationalmuseums eine Dokumentation der Fundstelle durch. Zu dieser Zeit waren keine baulichen Überreste mehr auszumachen.

## Beschreibung

### Architektur
Die Anlage besaß eine runde Hügelschüttung unbekannter Größe. Ob eine steinerne Umfassung vorhanden war, ist unbekannt. Der Hügel enthielt eine Grabkammer, die als Urdolmen anzusprechen ist. Sie hatte einen rechteckigen Grundriss und war mannslang. Zu ihrer Orientierung liegen keine Angaben vor. Die Kammer bestand aus vier Wandsteinen und einem Deckstein. Der Boden besaß ein Pflaster aus Rollsteinen.

### Funde
Bei der Grabung von 1854 wurden Skelettreste und mehrere Grabbeigaben gefunden. Ins Dänische Nationalmuseum gelangten folgende Gegenstände aus Feuerstein: zwei Dolche, ein ungeschliffenes schweres dicknackiges Beil, vier geschliffene dünnblattige dicknackige Beile und ein geschliffenes schweres dicknackiges Beil. Verschollen sind ein weiterer Dolch, ein Bruchstück einer „Harpunenspitze“, weitere Gegenstände aus Feuerstein sowie zwei Keramikgefäße.